# Аргілітизація
Аргілітизація (рос. аргилизация, англ. argillization, нім. Argillisation, Argillisierung) –
1. Процес гідротермального метасоматичного заміщення глинистими силікатами мінералів магматичних комплексів під впливом постмагматичних розчинів.
2. Перетворення гірських порід у глини при процесах хімічного вивітрювання.